# 哈穆达帕夏
哈穆达帕夏（阿拉伯语：حمودة باشا，羅馬化：hamuwdat basha，—1666年），奥斯曼帝国突尼斯省官员，任贝伊、帕夏。前任贝伊穆拉德一世之子，穆拉德王朝第二任贝伊，也是第一任执掌突尼斯最高权力的贝伊。

## 生平
哈穆达的父亲是奥斯曼帝国突尼斯省的第二任贝伊穆拉德贝伊，母亲是出生于科西嘉的女仆雅斯敏。